# Проспект Ленина (Тула)
Проспект Ленина (с XIV века Крапивенская улица, Одоевская улица, Посольская улица, с начала XVIII века до 1918 года — Киевская улица, с 1918 до 1963 года — улица Коммунаров, с 1963 года — проспект Ленина) — улица в городе Туле. Идет от Кремля (площадь Ленина) до Щёкинского шоссе.

## История проспекта
Проспект Ленина — одна из старейших улиц Тулы.
История улицы начинается ещё в XVII веке, и называлась она Крапивенской улицей, потому что путь её следовал в город Крапивну, и занимала эта улица всего один квартал (от Кремля до Посольской улицы (совр. Советская улица) ).
В XVIII веке протяжённость Крапивенской улицы составляла 3 квартала и была переименована в Киевскую (Киевское направление). В 1841 на Киевской посадили деревья, в 1847 разбили два Английских сада (впоследствии Пушкинский и Гоголевский). Тогда здесь заканчивался город.
В 1851 году улицу оснастили газовыми фонарями, а в 1854 году здесь основали контору дилижансов и гостиницу «Московская».
О Киевской улице писал В. А. Жуковский, о ней писал в книге «Воспоминания» В. В. Вересаев, по улице гуляли Н. В. Гоголь, М. Ю. Лермонтов, Л. Н. Толстой, В. Г. Белинский, А. С. Грибоедов, М. Е. Салтыков-Щедрин и многие другие известные люди.
В 1918 году после революции улицу переименовали в улицу Коммунаров. В 20-е годы XX столетия на улице Коммунаров началось активное жилищное строительство. С 1924 года по ней стали курсировать автобусы, с 1927-го — трамваи, с 1962-го — троллейбусы.

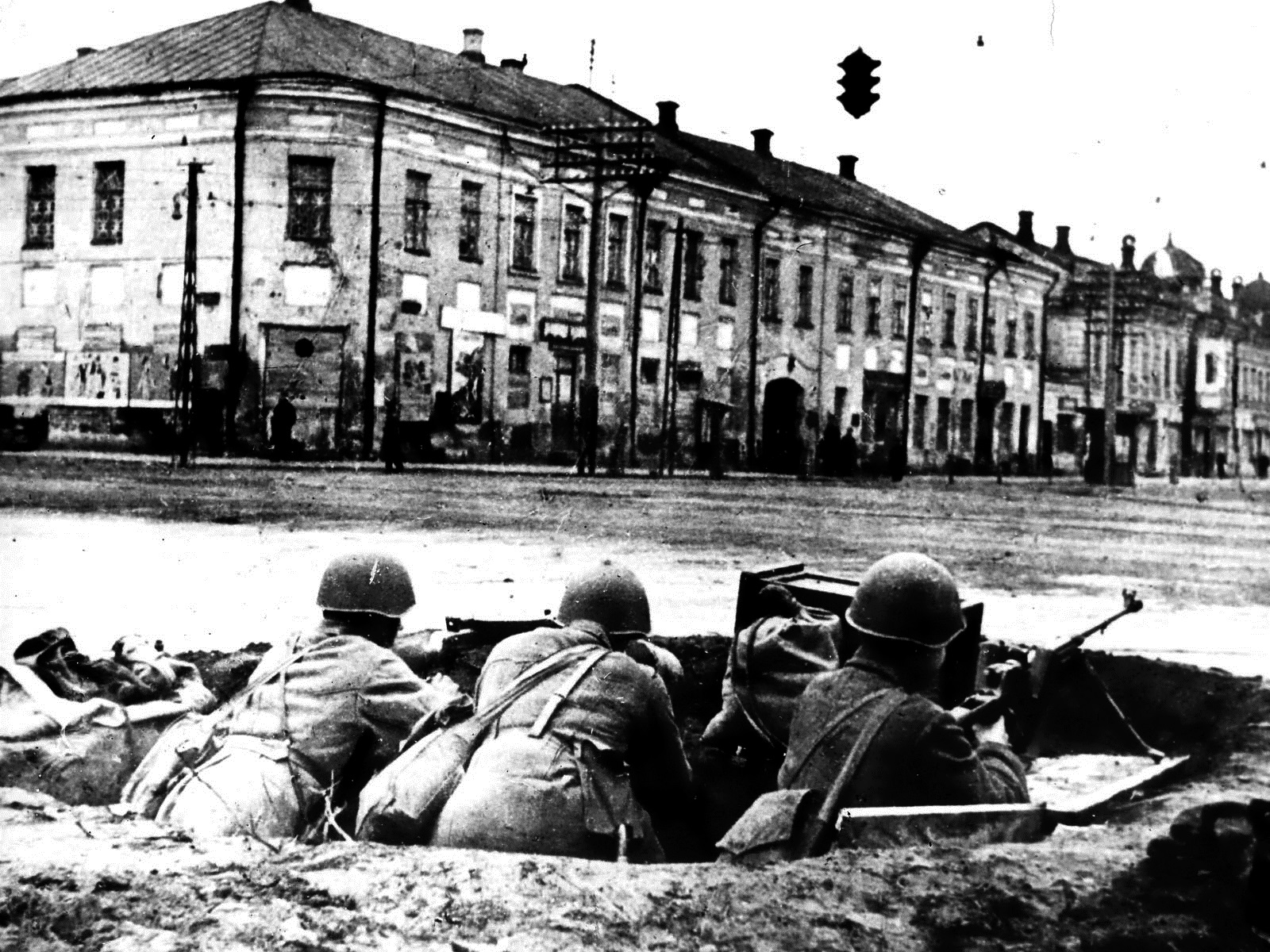
Тула, перекресток Советской улицы и улицы Коммунаров (ныне проспект Ленина), октябрь-ноябрь 1941 года.

В 1963 году улицу переименовали в проспект Ленина.
В 1970 году на месте Пушкинского сада был построен драматический театр имени Горького, а бывший Гоголевский сад стали называть именем Пушкина. Здесь находится первый памятник Тулы — скромный бюст гения русской поэзии, сооруженный в 1899 году.
В 1982 году проспект Ленина изменил свой облик: на месте более десятка старинных зданий, недалеко от кремля по проекту архитекторов Е. Розонова, С. Милашевского, И. Михалева и Е. Лебеденко было построено здание Дома Советов и установлен памятник В. И. Ленину (скульптор М. Захаров), квартал проспекта от Советской до Менделеевской назвали площадью Ленина.

## Современный проспект Ленина
На сегодняшний день проспект Ленина — главная улица Тулы — является самой оживленной улицей. Тут располагается масса учебных заведений. Здесь проходят торжества, посвященные победе в Великой Отечественной войне, Первомайские праздники и другие. Застраивается южная часть проспекта.
По проспекту проходит автобусный (1,3,7,11,18,25,26,27а,28,30Л,34,35Л,38,39а,40,68,77,114,114к,116,117 маршруты), троллейбусный (1,2,4,5 маршруты) и трамвайный (12,13,14 маршруты) маршрут,  а так же маршрутное такси (9,30,33,50,51,54,55,58,62,114К,117к,280,2591,3921). А так же здесь проходят специальные маршруты "Автобус Глобус – Генерала Маргелова" и "Маршрутка Холодильник.Ру". 
Вдоль всего проспекта проходит велохайвей "Лев Толстой", соединяющий площадь Ленина и Ясную Поляну. 

## Примечательные здания и сооружения
- На углу проспекта Ленина и Гоголевской улицы находится Тульская областная филармония. Здание в стиле неоклассицизма построено в 1912 г. к столетию Отечественной войны 1812 года по проекту архитектора И. А. Иванова-Шица.
- В доме № 44, где до 2010 размещался гарнизонный Дом офицеров, на 2025 год здесь находится Дом дворянского собрания. Здание было построено по проекту архитектора В. В. Федосеева в 1849‑1856 гг. В зале этого здания читали свои стихи В. Маяковский и Н. Асеев, выступал К. Э. Циолковский, пели И. Козловский, А. Пирогов, С. Лемешев, танцевала Г. Уланова, выступал джаз Л. Утесова, играли скрипач Д. Ойстрах и пианист Э. Гилельс и многие другие.

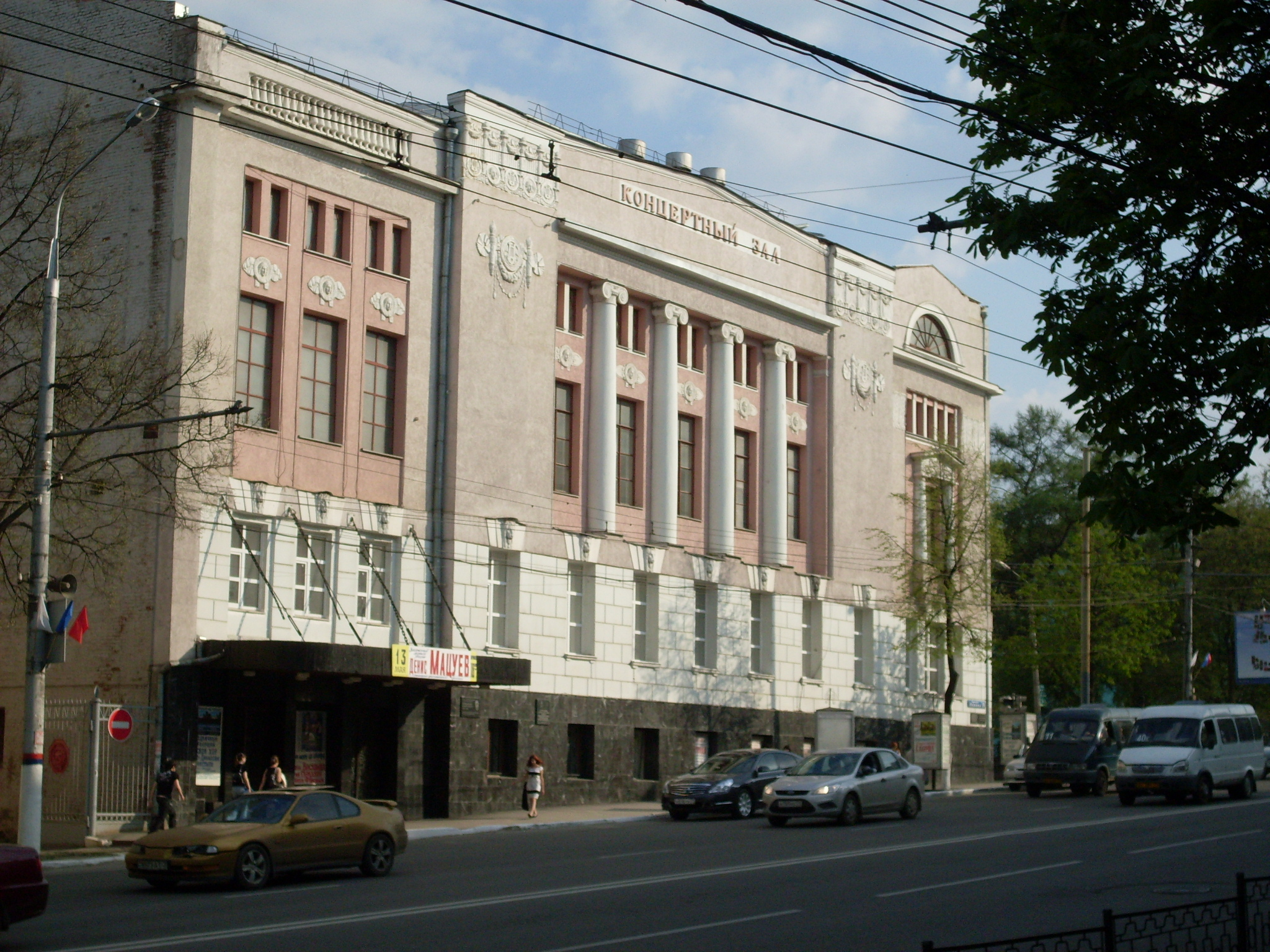
Филармония

- В доме № 16 жил изобретатель хроматической гармоники, дирижёр и композитор Н. И. Белобородов (1828—1912). На сегодня это Музей истории тульской гармоники.
- С молодёжным пространством «Родина» соседствует красивое здание (дом № 22) бывшего Учётного банка, построенное в 1897 году, где находятся телеграф и переговорный пункт.
- В доме № 27 размещалась аптека О. Ф. Адермана (ранее здесь находилась аптека Белявского), ныне — аптека № 2. Рядом с этим домом в 1919 году находилась Астрономическая обсерватория, руководимая К. Н. Шистовским.
- В 1968 году рядом с автовокзалом была построена Площадь Победы в честь победы в ВОВ. Она представляет собой монументальный памятник защитникам Тулы (солдат и ополченец) и три штыка с Вечным огнём.
- Напротив дома № 87 сооружен памятник Л. Н. Толстому. Проект памятника составляли архитектор А. Н. Колчин и скульптор В. И. Буякин.
- В здании № 97 располагается Тульский государственный университет, основанный в 1930 году. Немного выше - ТГПУ им. Л. Н. Толстого, а в здании № 25 - Тульский колледж строительства и отраслевых технологий, рядом "Тульский областной колледж культуры и искусства" и "Юридический полицейский колледж".

Памятник Льву Толстому